# 免許をとろう
『免許をとろう』（めんきょをとろう）は、株式会社トワイライトエクスプレスが2000年5月25日に発売したPlayStation用自動車教習所シミュレーションゲーム。

## 概要
自動車教習所における第一種普通自動車運転免許（MTおよびAT）の教習課程を再現したゲームである。アナログコントローラーを使うことで、MT車特有の半クラッチ操作の感覚を再現している。学科試験用の問題は500問以上が用意されており、クイズ形式の二択問題となる。
翌年の2001年3月24日にはWindows移植版の『免許をとろうDX 2001年度版』が発売された。路上教習のマップをPlayStation版の約1.5倍に拡大したり、高速教習や夜間教習の追加、当時最新の学科問題や単語解説のヘルプ機能を盛り込むなど、各種機能が追加されている。

### フリー走行
免許取得（ゲームクリア）後に選択可能となるドライブモード。路上教習のマップ地点に散らばる全10個のターゲットを、約10分以内にできるだけ多く発見することが目的。交通法規（主に赤信号）を無視するとパトロールカーが出現（警官に轢かれた場合あり）し、自車を妨害してくる（赤信号の交差点では反対車線を通過するとパトロールカーは出現しない）。また、障害物などに接触すると車両の耐久度が減少し、0になるとその時点で強制終了となる。

## 教官

### レギュラー
天野 勇一（あまの ゆういち）
声 - 古谷徹
24歳、血液型A型。温厚かつ紳士的で、誰にでも優しく的確に指導してくれる。何事にも努力を惜しまないナイスガイ。
麻生 麗香（あそう れいか）
声 - 三石琴乃
28歳、血液型B型。誰にでも優しく屈託のない性格。見た目は軽いが、的確に指導してくれる頼りになる人物。
本郷 啓二（ほんごう けいじ）
声 - 森山周一郎
53歳、血液型O型。この道30年のベテラン教官。何事にも真面目な人物で、知識も豊富。
渕沢 栄吉（ぶちざわ えいきち）
声 - 千葉繁
32歳、血液型A型。性格がやや悪く、他人の粗探しばかりしており、褒めるようなことは滅多にない。
誉田 真純（ほまれだ ますみ）
声 - 銀河万丈
29歳、血液型AB型。いつも上半身半袖の体操着を着用している熱血教官。軍隊仕込みの教育で、逆らう者には容赦しない。

### 受付（ホーム画面）
緑川 聡子（みどりかわ さとこ）
声 - 横山智佐
23歳、血液型AB型。おっとりした性格で、常にマイペースで行動する。一方で自分の意見をしっかり持ち、はっきり物を言う面も持つ。受付や学科教習のほか、一部技能教習では教官も担当。